# Pfarrkirche Maria Rain

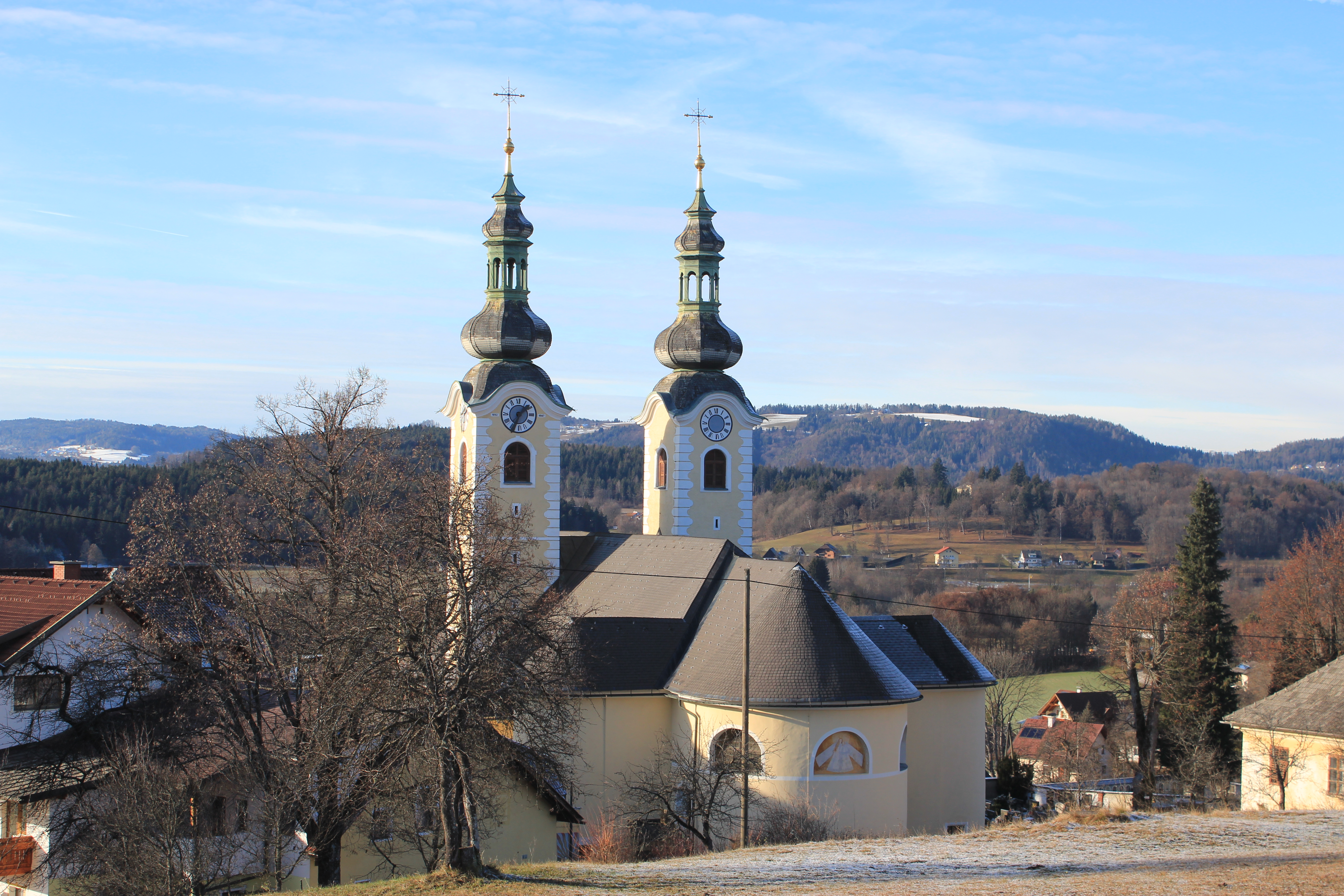
Ostansicht

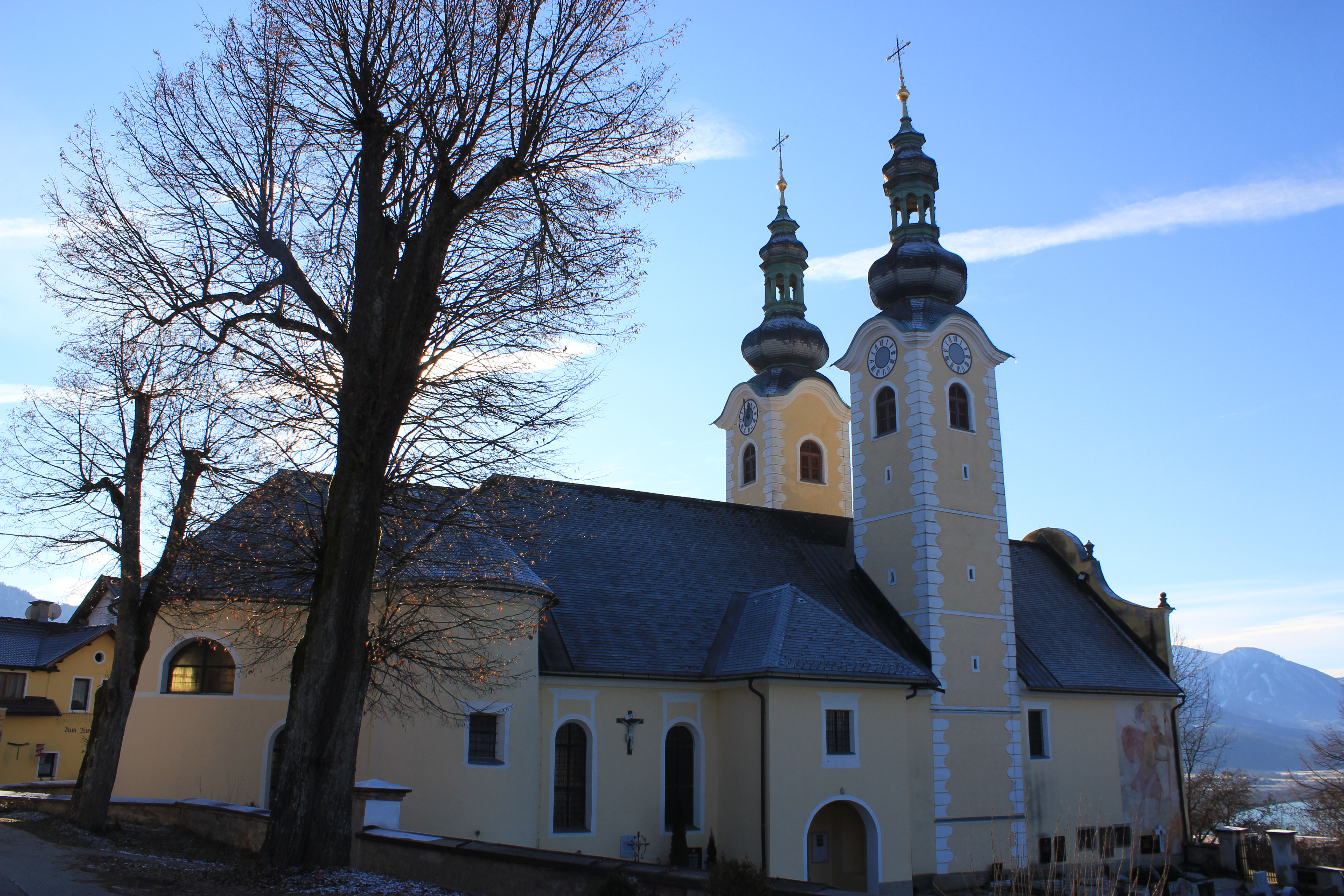
Nordansicht

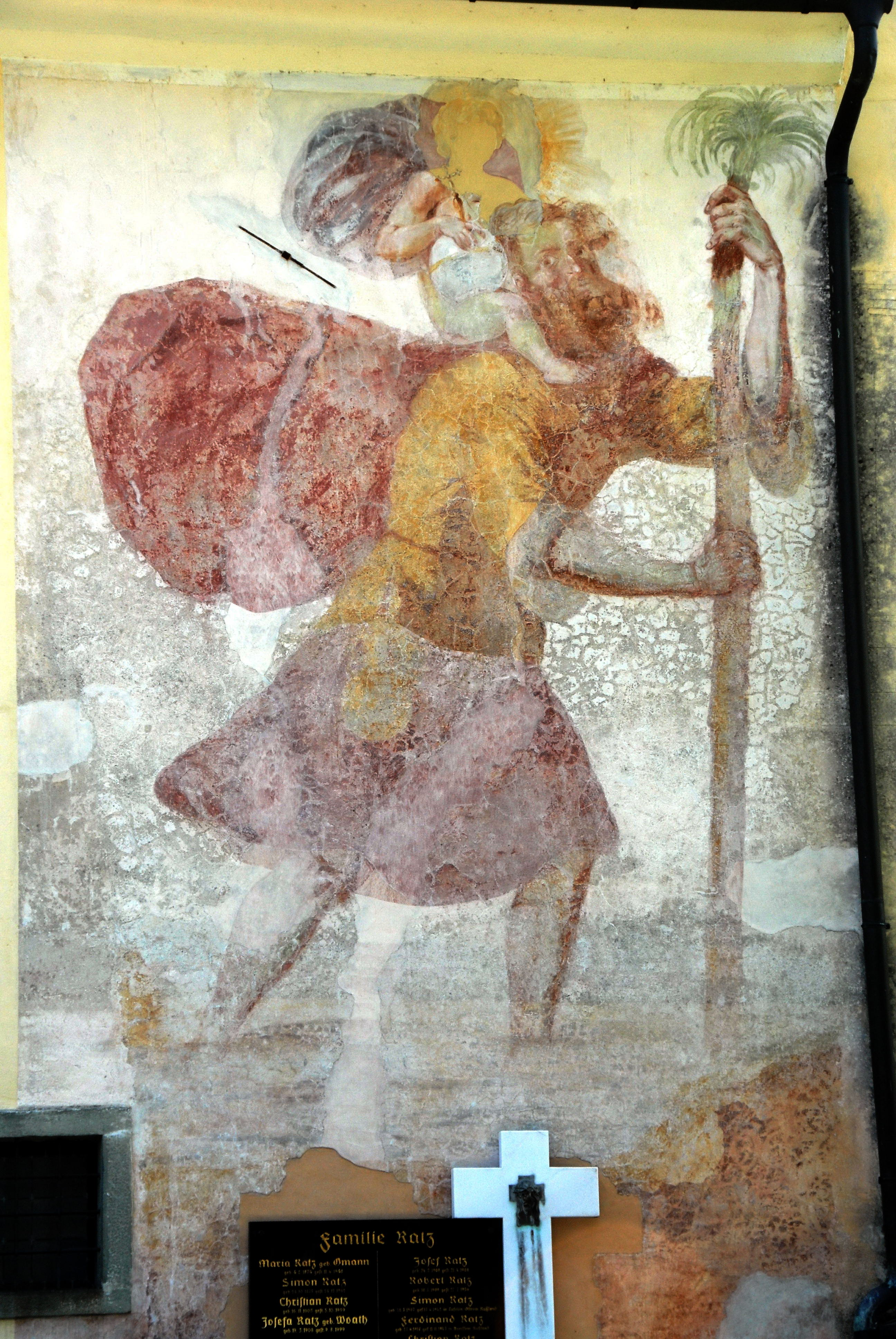
Christophorusfresko

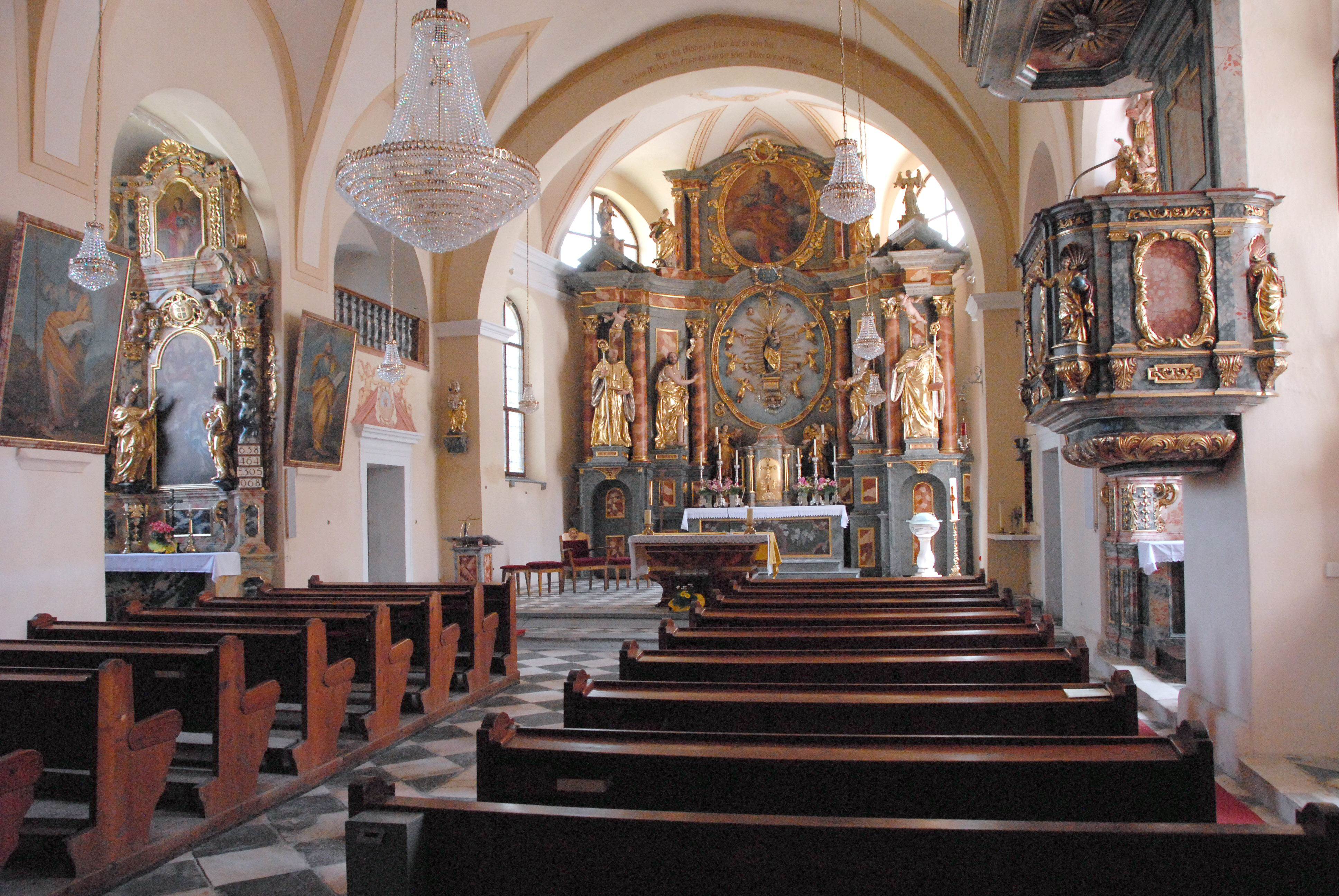
Innenansicht

Die Pfarr- und Wallfahrtskirche Maria Rain steht weithin sichtbar in beherrschender Lage über dem Rosental und erhöht in der Ortschaft der Gemeinde Maria Rain im Bezirk Klagenfurt-Land in Kärnten. Die dem Patrozinium Mariä Himmelfahrt unterstellte Pfarrkirche gehört zum Dekanat Ferlach/Borovlje in der Diözese Gurk-Klagenfurt. Die Kirche steht unter Denkmalschutz (Listeneintrag).

## Geschichte
Die Kirche geht wahrscheinlich auf eine Salzburger Stiftung zurück. Ein 860 urkundlich genannter „curtis ad Trahove“ und die 927 genannte Kirche „sancta maria ad dravum“ bezogen sich auf das heutige Maria Rain. 1144 kommt ein „Maria scalach“ an das Stift Viktring. 1313 wird „Ze unser Vrauen an dem Rain“ erwähnt. Von 1445 bis 1456 erfolgte ein spätgotischer Neubau mit einem Nordturm, der im westlichen Teil der heutigen Kirche erhalten ist. Mitte des 17. Jahrhunderts wurde die Marienkapelle angebaut. 1658 erfolgte der Bau der ostseitig der Kirche freistehenden Heiliggrabkapelle, die aber schon 1692 wieder abgetragen wurde und 1696 bei der Verlängerung des Kirchenschiffes nach Osten als rechte Seitenkapelle neugebaut wurde. Noch vor dem Jahr wurde der Nordturm mit Spitzhelm errichtet, der Südturm erst 1719 fertiggestellt. Die heutige Form erhielt die Kirche durch den Umbau von 1729. Maria Rain, das bis 1788 eine Tochterkirche der Pfarre Köttmannsdorf war, wurde im Zuge der josefinischen Reformen zur selbstständigen Pfarre erhoben. 1906 zerstörte ein Feuer die Kirche bis auf die Grundmauern, 1909 wurde die Kirche nach Wiederherstellung neu geweiht. 1985/86 wurde die Kirche renoviert, 1995 wurde sie innen ausgemalt und die Ausstattung neu angeordnet.

## Baubeschreibung
Bei der Anlage handelt es sich um eine barockisierte Saalkirche mit Seitenkapellen und darüber liegende Oratorien sowie einem Chor mit Kleeblattschluss.
Die Doppeltürme sind mit Zwiebelhelmen und Laternen bekrönt. Die barocke Westfassade mit geschwungenem Giebel wird durch vier Pilaster gegliedert. Das spätgotisch profilierte Kielbogenportal wird durch ein Vordach auf zwei profilierten Pfeilern geschützt. Neben dem Portal befindet sich ein sechseckiger Opfertisch mit Jerusalemkreuz, das wahrscheinlich aus der ehemaligen Heiliggrabkapelle stammt, wie auch das Wappen des Abt Wilhelm von Viktring aus dem Jahre 1658 in der südlichen Eingangsvorhalle.
An der Nordwand ist ein großes Christophorusfresko von 1706 zu sehen, ein weiteres gotisches Christophorusfresko an der nördlichen Langhauswand ist nur im Dachboden teilweise sichtbar.
Der einschiffige Innenraum mit seitlichen Kapellen und Emporen besitzt ein Tonnengewölbe mit Stichkappen. Im schmäleren westlichen Teil des Langhauses wurden um 1700 die Rippen des gotischen Netzrippengewölbe abgeschlagen. Auf der einachsigen Orgelempore mit gedrücktem Chorbogen steht eine um 1850 von Franz Colaric geschaffene Orgel.
1984 wurden im Chorgewölbe barocke Dekormalereien freigelegt, 1984 im Schiff über den Sakristeitüren ein Wappen mit Engeln und über der Tür zur ehemaligen Heiliggrabkapellen die Darstellung der Arma Christi. 1991 wurde in der halbrunden Nische des Blindfensters an der Ostseite der Hauptapsis das Fresko einer stehenden Madonna mit Kind, die beide Herrscherattribute tragen, vom Ende des 17. Jahrhunderts entdeckt.

## Einrichtung

### Hochaltar

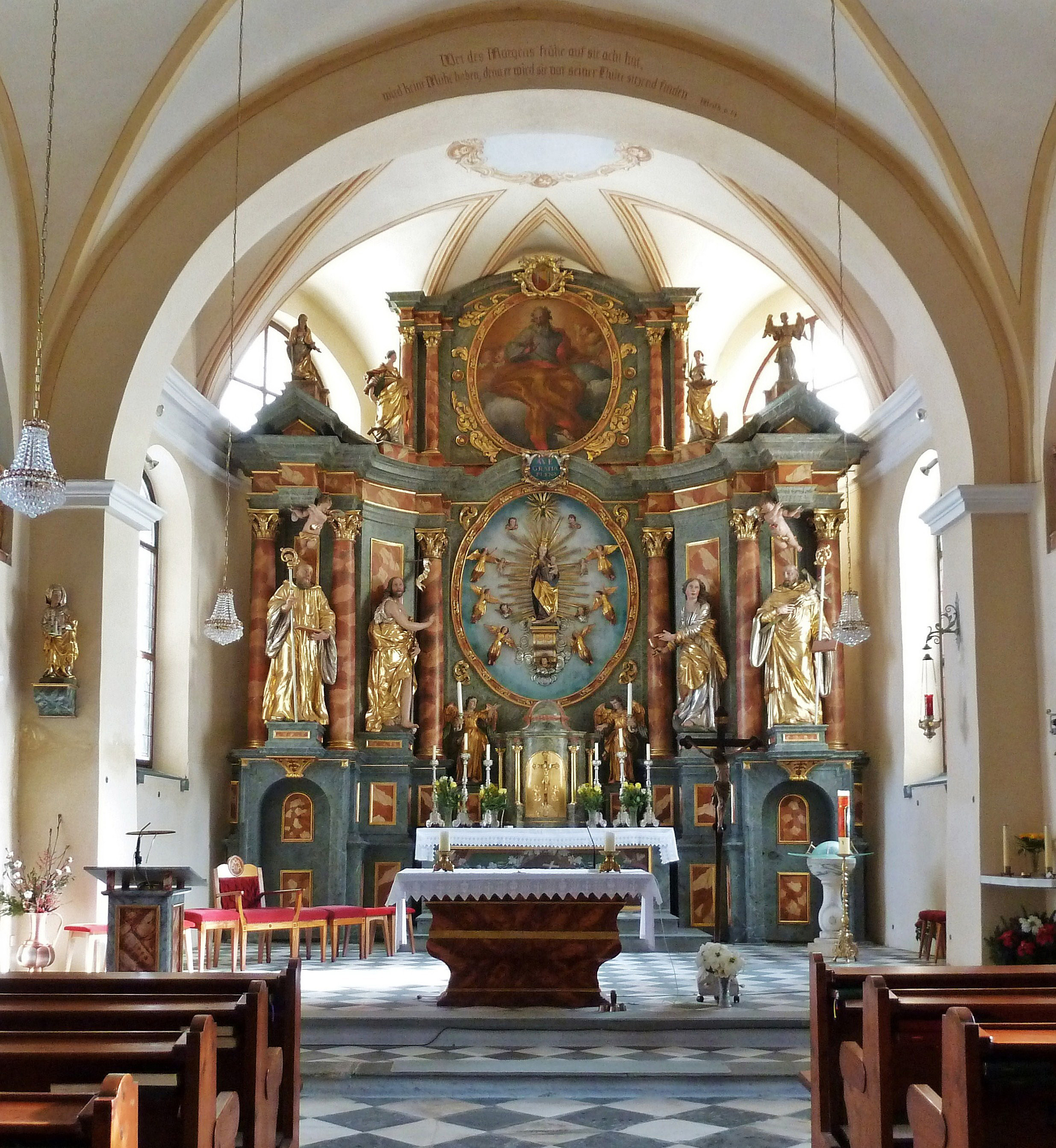
Der Hochaltar im Chorraum

Der monumentale Hochaltar von 1694 mit dreizoniger Architektur und hohem Sockelgeschoß besitzt seitliche Opfergangsportale. Die Mittelzone besteht aus einem konkav geschwungenen Triumphbogen mit je zwei seitlichen Nischen und hat im Mittelteil einen ovalen Rahmen. Den Aufsatz bildet eine kleine Ädikula mit gestaffelter Doppelsäulenstellung, ovalen Mittelfeld und seitlichen Figuren auf Postamenten. Im Mittelpunkt des Altars steht eine gotische Gnadenstatue der Maria mit Kind aus der Mitte des 15. Jahrhunderts. Flankiert wird sie von den lebensgroßen Figuren der Heiligen Benedikt, Johannes der Täufer, Johannes der Evangelist und Bernhard. Die 1690/94 geschaffenen Statuen stehen im engen Zusammenhang mit den Arbeiten des Marc Anton Claus. Das Aufsatzbild zeigt Gottvater und wurde 1692 von Ferdinand Stainer gemalt. Die beiden inneren Figuren im Aufsatz stellen die Heiligen Katharina und Barbara dar, die äußeren Maria und den Verkündigungsengel. Ganz oben am Altar ist das Wappen der Grafen von Dietrichstein zu sehen.

### Seitenkapellen

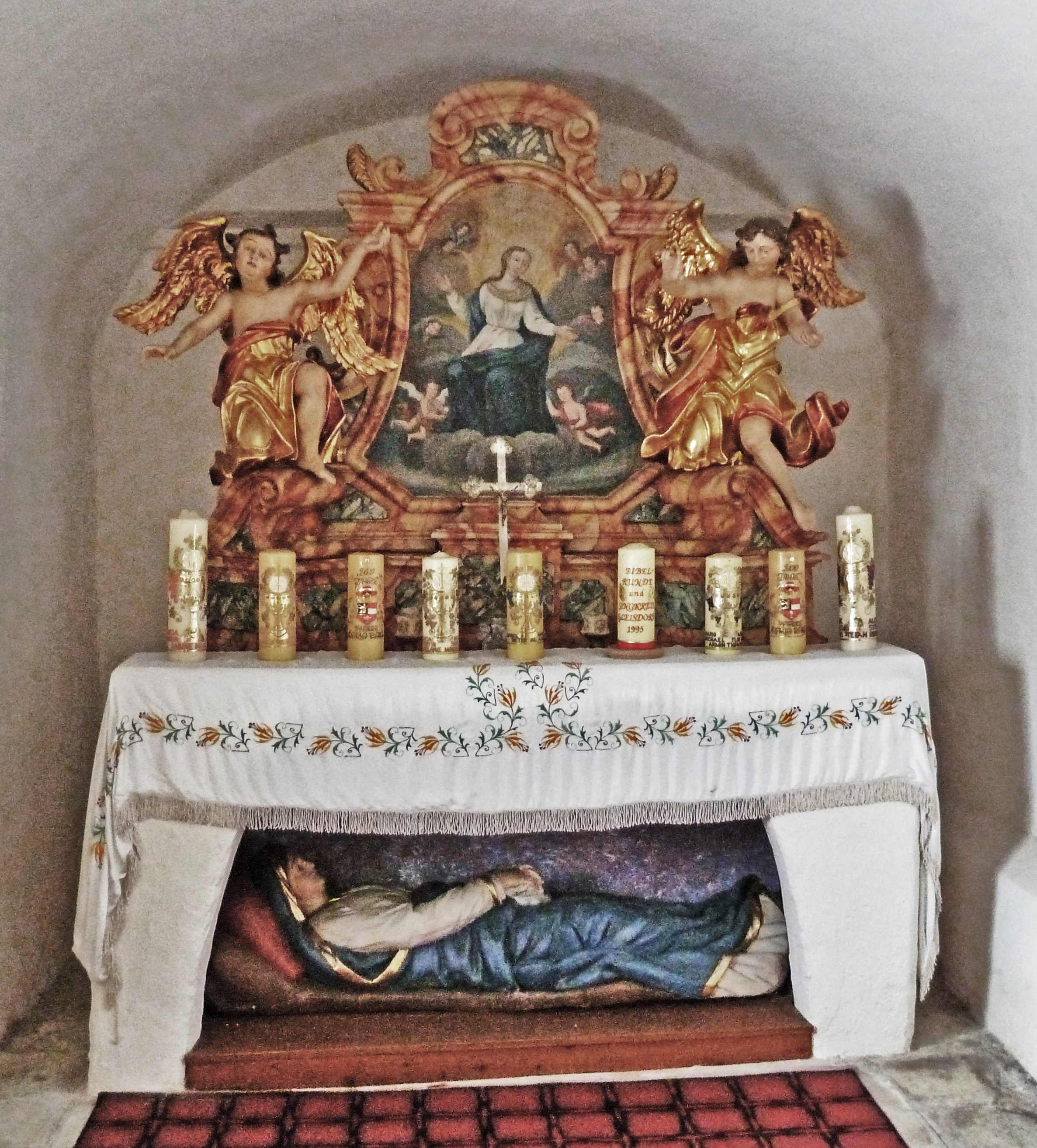
Maria-Grab-Kapelle

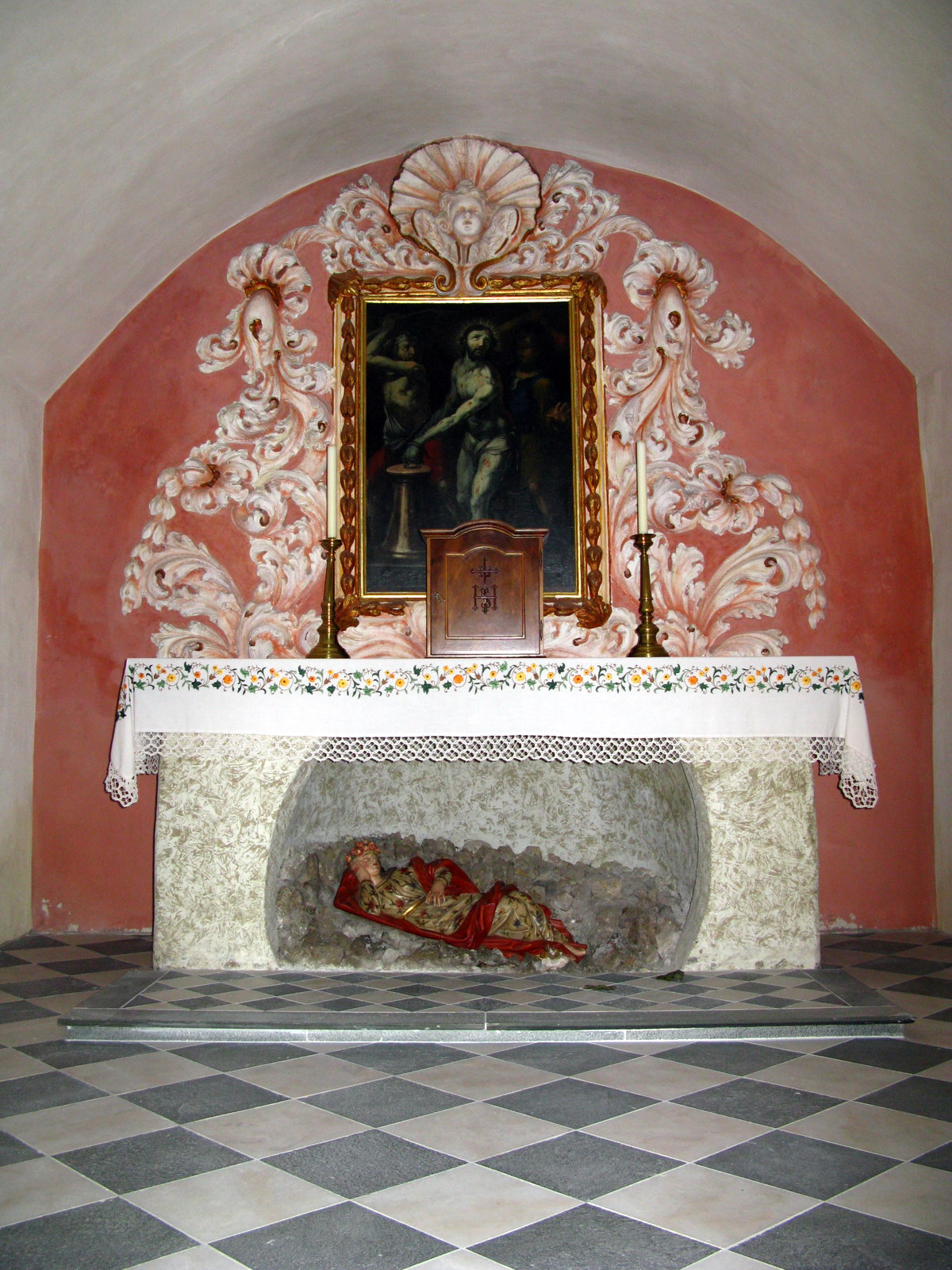
Rosalienkapelle

Der barocke Altar in der Maria-Grab-Kapelle wurde um 1650 gefertigt und zeigt im Altarblatt die volkstümliche Darstellung einer thronenden Maria. Die Nische in der Altarmensa birgt die Darstellung des Marientodes.
In der ersten Kapelle steht eine barocke Figur der Gottesmutter mit Kind und Skapulier, in der zweiten ein Alabasterreilief in Holzbaldachinrahmen aus der Mitte des 18. Jahrhunderts, das eine Pietà darstellt. Daneben steht ein kelchförmiges Kelchkapitell vom Ende des 13. Jahrhunderts.
Der Kreuzaltar in der dritten Kapelle wurde 1736 von Abt Benedikt von Viktring gestiftet. Die Schnitzfiguren zeigen den Gekreuzigten, die Mater dolorosa und die hll. Johannes und Maria Magdalena. Die Statuen wurden wahrscheinlich von Carolus Dult geschnitzt. Im Aufsatzbild ist die Darreichung des Schweißtuches der Veronika zu sehen.
Auch der Annenaltar in der vierten Kapelle wurde 1736 von Abt Benedikt gestiftet und ist am Wappen mit „B. A. Z. V. 1736“ bezeichnet. Das 1699 von Ferdinand Steiner gemalte Altarblatt gibt die hll. Anna und Maria sowie die die heilige Dreifaltigkeit wieder. Das Aufsatzbild stellt die heilige Agatha dar, die flankierenden Statuen die hll. Ursula und Agnes. Die Figuren sind wahrscheinlich das Werk von Carolus Dult. Das dem Altar gegenüber hängende Tafelbild von 1680 zeigt die Gottesmutter im Himmel mit allen Heiligen.
Der Altar in der Josefskapelle wurde von Abt Benedikt gestiftet und ist am Wappen mit 1736 bezeichnet. Das 1691 von Ferdinand Stainer gemalte Altargemälde zeigt den heiligen Josef mit Kind, das Aufsatzbild Judas Thaddäus. Auf der Mensa ist ein Heilig-Haupt-Bild aufgestellt.
Der Apollonia-Altar in der zweiten Kapelle auf der linken Seite wurde von Abt Benedikt Türk 1695 gestiftet. Das Mittelbild zeigt das Martyrium der heiligen Apollonia, flankiert von den Statuen der hll. Valentin und Blasius. Das Aufsatzbild stellt die heilige Lucia dar, umgeben von den hll. Isidor und Notburga. Dem Altar gegenüber hängt ein Bild des heiligen Christophorus aus dem 17. Jahrhundert in einem Rokokorahmen aus der Mitte des 18. Jahrhunderts.
Der Altar in der Geißelungs- oder Rosalienkapelle zeigt im Hauptbild mit reichem Stuckaturrahmen vom Anfang des 18. Jahrhunderts die Geißelung Christi. Die Nische der Altarmensa birgt die Schnitzfigur der hl. Rosalia.
Das volkskundlich bemerkenswerte Gitter zur Heilig-Grab-Kapelle wurde 1658 geschmiedet. Darauf sind die fünf heiligen Wunden in bemalten Blechschnitten abgebildet. In der Kapelle liegt in der Nische der Altarmensa die Schnitzfigur des heiligen Leichnams aus dem 17. Jahrhundert. Aus derselben Zeit stammt das Altarbild mit reichem barocken Stuckaturrahmen und der Darstellung des Auferstandenen. Im Vorraum zur Heilig-Grab-Kapelle befindet sich ein Engelstein mit Kreuzen und eine gotische Spolie als Opferstock sowie mehrere barocke Votivbilder. Zwei am Ausgang zum Kirchenschiff angebrachte Steine sind mit „Ecce homo mensura Christi“ bezeichnet.

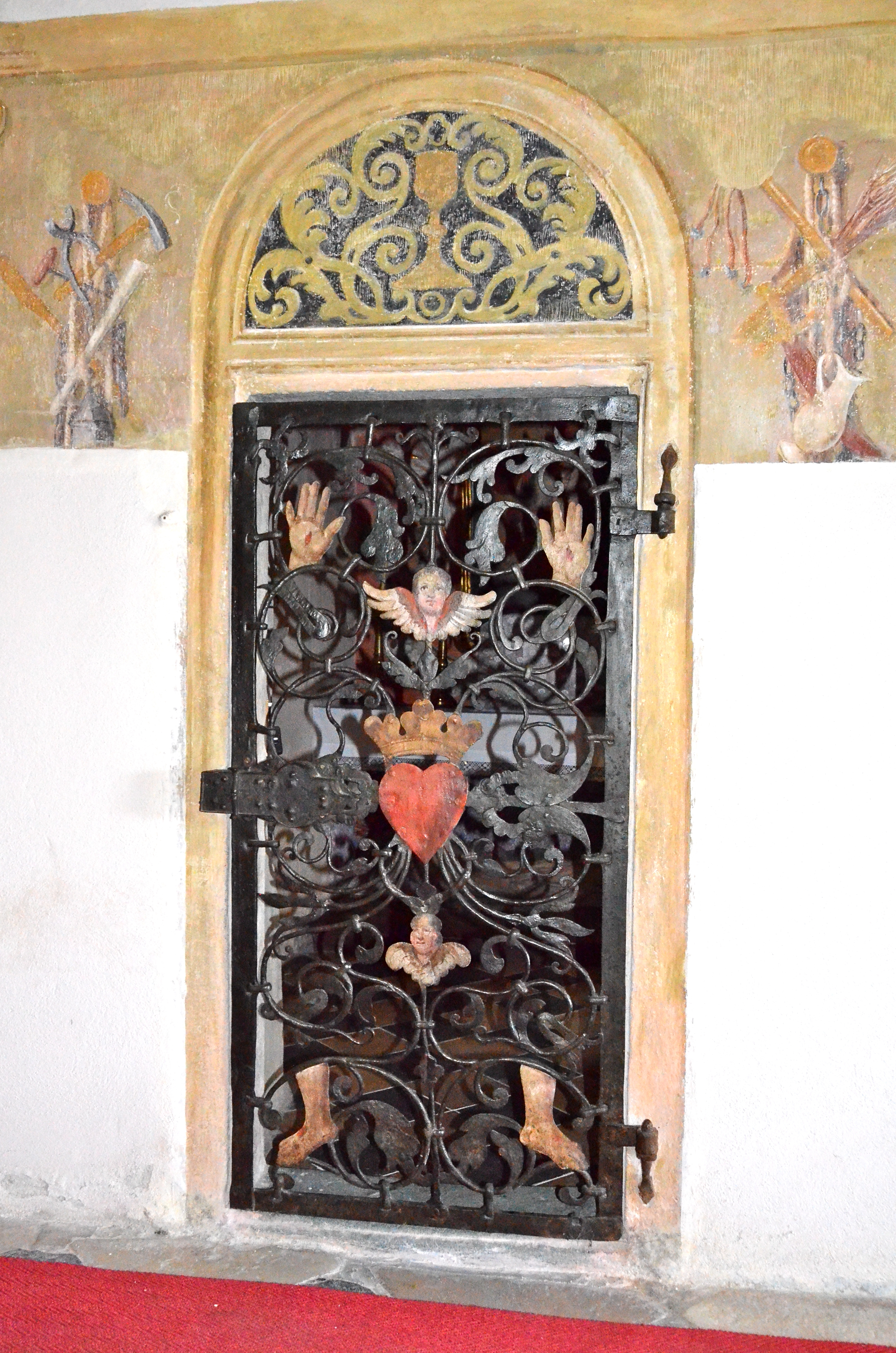
Gitter zur Heilig-Grab-Kapelle
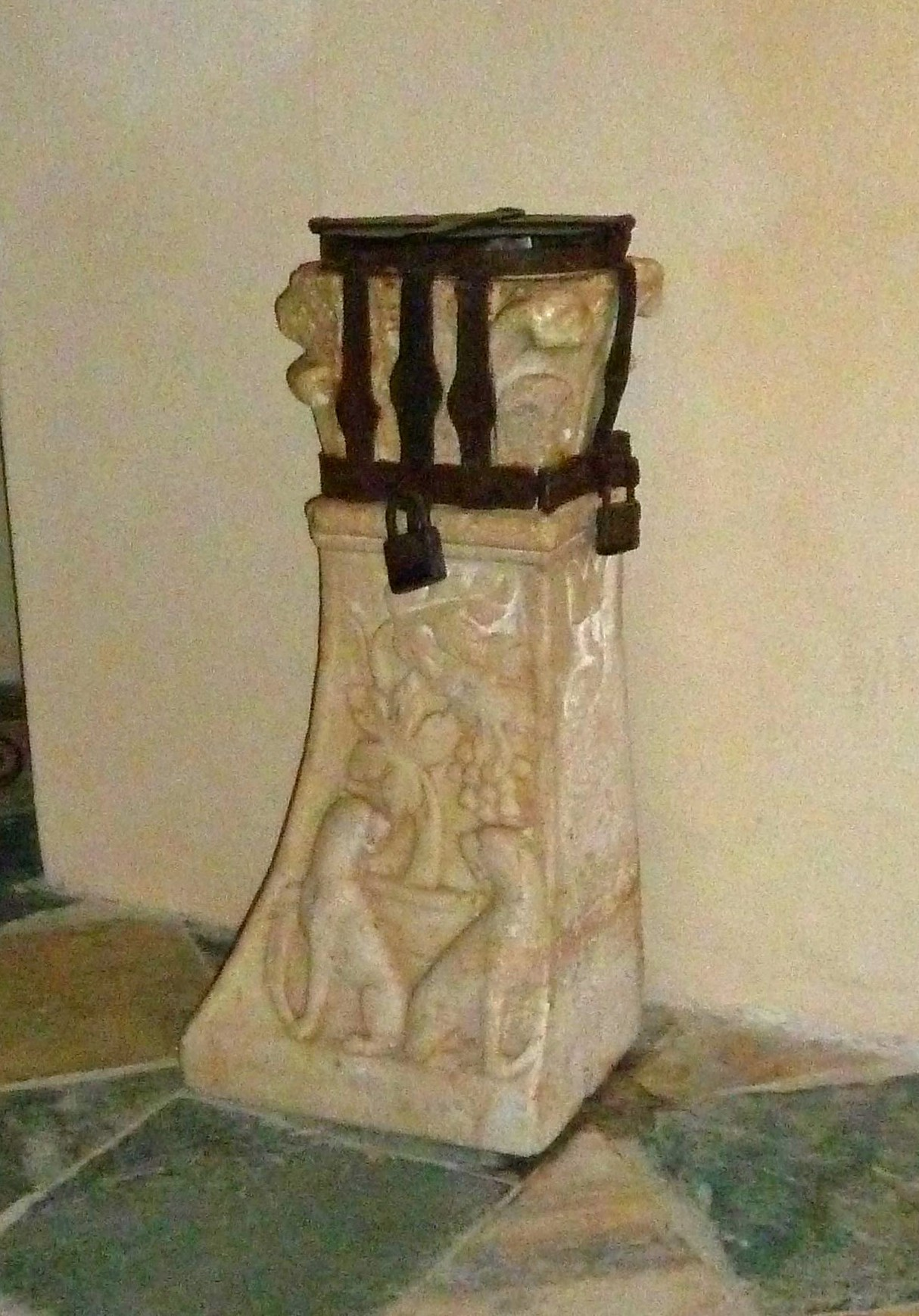
Gotischer Reliefstein als Opferstock

### Weitere Einrichtung
Die Kanzel wurde 1709 vom Vikringer Abt Johann Moser gestiftet. Der Korb ist durch abgeflachte Säulenvorlagen mit ionischen Kapitellen gegliedert, die in der Sockelzone auf bauchigen, ornamentverzierten Konsolen, die sich auch unter den Podesten der Muschelnischen befinden, ruhen. In den Nischen sind die Statuetten der Apostelfürsten Petrus und Paulus sowie Salvator Mundi eingestellt. An der Vorderseite ist in einer Kartusche die gemalt Predigt des Johannes des Täufers zu sehen. Am Schalldeckel ist das Wappen des Abtes Johann Moser angebracht. An der Unterseite des Schalldeckels befindet sich eine plastisch ausgeführte Heilig-Geist-Taube im Strahlenkranz.
Links vom Hochaltar steht der Aufsatz eines römerzeitlichen Grabaltars mit Reliefdarstellung eines Delfins und zweier Panther neben einem Kantharos-Lebensbaummotiv. Darauf steht ein nicht zugehöriges Kapitell.
Am Nordpfeiler des Triumphbogens ist eine Konsolstatue der hl. Hemma angebracht.
Eine barocke Schnitzgruppe auf Konsolen zeigt den Heiligen Wandel, den Gang der Heiligen Familie über das Gebirge, wobei das Jesuskind aus dem 20. Jahrhundert stammt.
Die neun Apostelbilder an der Nord- und Südwand werden Ferdinand Stainer zugeschrieben.
Das an der Langhaussüdwand hängende Gemälde vom Ende des 17. Jahrhunderts zeigt den heiligen Antonius mit Kind vor Maria. Die beiden Konsolenfiguren an der Nordwand stellen die Heiligen Johannes Nepomuk und Franz Xaver dar.
In der Eingangshalle hängt ein Bild mit dem Stammbaum Christi, gegenüber ein mit 1744 bezeichnetes Votivbild einen Seesturm darstellend.
Beim südseitigen Eingang ist eine Weihwasserschale mit reliefierter Hand aus dem 17. Jahrhundert angebracht.

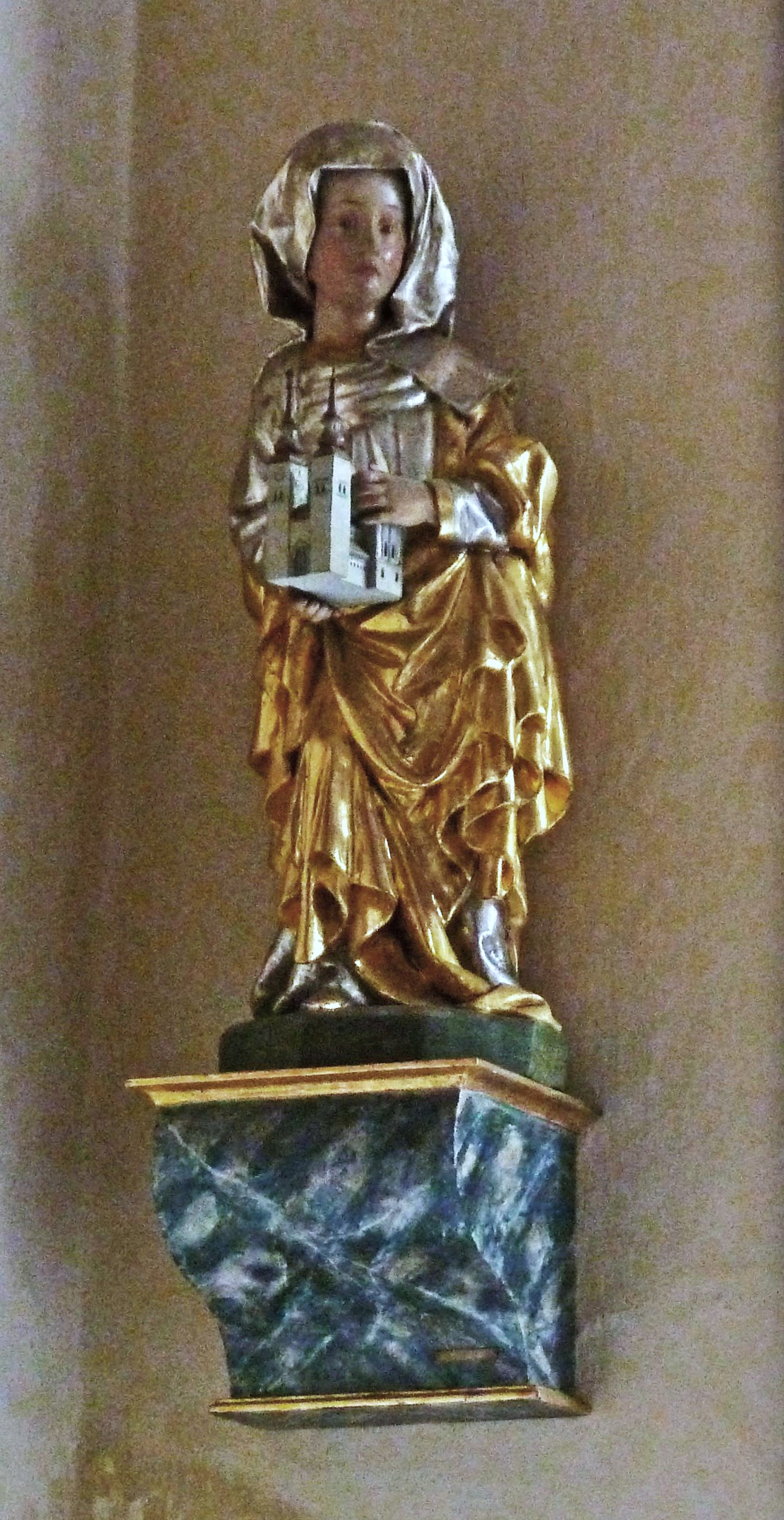
Konsolstatue der hl. Hemma
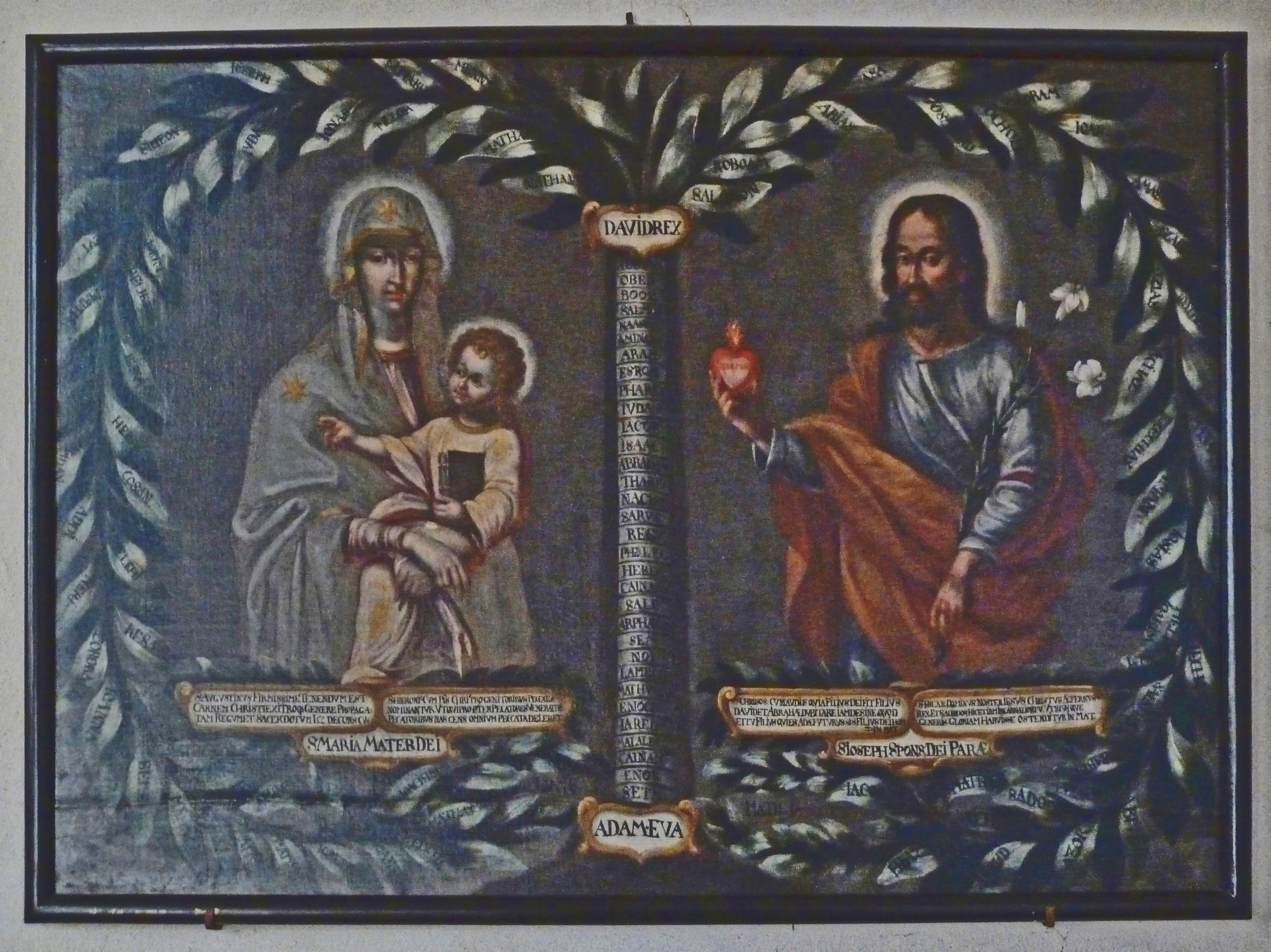
Der Stammbaum Jesu in der Eingangshalle